# Kinematografia japońska

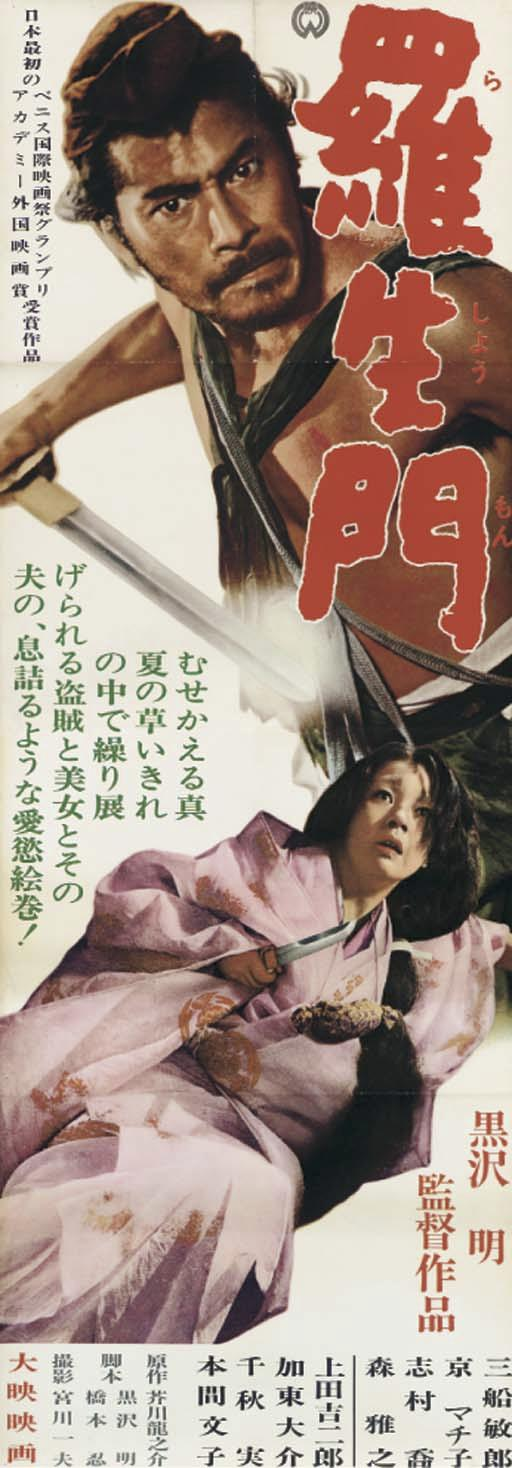
Plakat do filmu Rashōmon (1950) Akiry Kurosawy.

Kino japońskie (jap. 日本映画 nihon-eiga) liczy ponad sto lat. Historia kinematografii japońskiej zaczęła się w epoce kina niemego, obecnie na świecie sporą popularnością cieszą się przede wszystkim anime, horrory japońskie oraz klasyki, takie jak np. filmy Akiry Kurosawy.

## Historia

### Okres kina niemego
Pierwsze pokazy filmowe na ziemiach japońskich odbyły się w 1896, lecz za pierwszy komercyjny pokaz z użyciem kinematografu w Japonii uważa się pokaz z 15 lutego 1897, który odbył się w teatrze Nanchi Embujō w Osace. Natomiast za pierwszy film wyprodukowany w Japonii uważa się krótki dokument Geisha no te-odori (芸者の手踊り) z czerwca 1899. Z około 1905 pochodzi materiał, który uznawany jest za pierwsze anime lub prekursora japońskiej animacji – namalowana bezpośrednio na pięćdziesięciu klatkach taśmy celuloidowej krótka scena przedstawiająca piszącego chłopca, który następnie odwraca się do widza i unosi czapkę.
Pierwszą profesjonalną japońską aktorką była Tokuko Nagai Takagi, która w latach 1911–1914 pojawiła się w czterech krótkich filmach zachodniego studia Thanhouser Company. Pierwszym natomiast aktorem, który zdobył w Japonii dużą sławę, był Matsunosuke Onoe.
W owym czasie większość japońskich kin zatrudniało benshi – narratora, który komentował wydarzenia dziejące się na ekranie. Funkcja ta ma swoje korzenie w klasycznym teatrze japońskim – kabuki i bunraku.
Wielkie trzęsienie ziemi, które nawiedziło Japonię w 1923, bombowe naloty wojsk aliantów na Tokio podczas II wojny światowej oraz czynniki naturalne sprawiły, że do dziś przetrwało niewiele filmów z tamtego okresu.
Sporym powodzeniem cieszyły się w okresie kina niemego obrazy Kenji Mizoguchiego, którego późniejsze produkcje (np. Życie Oharu, 1953) zyskają międzynarodowe uznanie.

### Lata 30. XX wieku
W przeciwieństwie do Hollywood, w latach 30. Japończycy nadal często produkowali filmy nieme. Ważniejszymi filmami dźwiękowymi z tego okresu były produkcje Mizoguchiego – Siostry z Gion (1936), Elegia Naniwy (1936) czy Opowieść ostatniej chryzantemy (1939).
Wraz z nasilaniem się cenzury, filmy niektórych reżyserów, m.in. Daisuke Itō, stały się obiektem ataków. Jako że sporą popularnością już wtedy cieszyły się anime, japoński rząd postanowił wykorzystywać animacje w celach propagandowych.

### Lata 40. XX wieku
Akira Kurosawa nakręcił swój pierwszy film Saga o dżudo (1943). Wraz z okupacją wojsk alianckich, trwającą od końca II wojny światowej, do Japonii trafiło sporo amerykańskich animacji, których projekcji zabronił przedwojenny rząd. W tym też okresie powstawały również kolejne propagandowe anime, m.in. Momotarō no umiwashi oraz inne przygody Momotarō, opowiadające o człowieku i zwierzętach walczących o jakiś wspólny cel.

### Lata 50. XX wieku

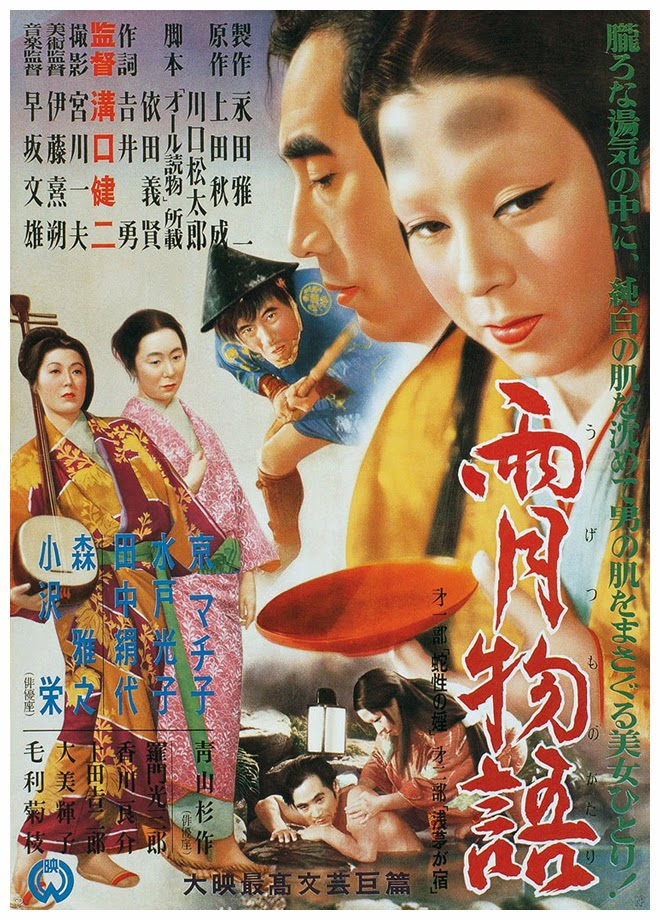
Plakat do filmu Opowieści księżycowe (1953) Kenji Mizoguchiego.

Na lata 50. przypadł okres największej świetności japońskiej kinematografii. Trzy filmy z tego okresu (Rashōmon, Siedmiu samurajów i Tokijska opowieść) w 2002 znalazły się w czołówce najlepszych filmów wszech czasów w rankingu sporządzonym przez brytyjski magazyn branżowy „Sight & Sound”.
Dekadę sukcesów rozpoczął Rashōmon Kurosawy, który zdobył Oscara dla najlepszego filmu nieanglojęzycznego oraz przyczynił się do rozpowszechnienia kina japońskiego na Zachodzie. W tym też okresie sławę zdobył legendarny aktor Toshirō Mifune. Niedługo potem pojawił się kolejny film Kurosawy, egzystencjalny dramat Piętno śmierci (1952), oraz nastrojowa Tokijska opowieść (1953) Yasujirō Ozu.
Rok 1954 przyniósł dwa znane filmy. Pierwszy z nich to kolejny film Kurosawy, Siedmiu samurajów. Opowiadał on o grupie samurajskich wojowników chroniących bezbronnych wieśniaków przed gangiem złoczyńców. W 1960 w Hollywood została nakręcona jego wersja amerykańska jako Siedmiu wspaniałych Johna Sturgesa. W tym samym roku pojawił się antynuklearny horror autorstwa Ishirō Hondy Godzilla: Król potworów, będący początkiem serii filmów o Godzilli. Chociaż film był kilkakrotnie przerabiany na potrzeby zachodnich rynków, stał się międzynarodową ikoną Japonii i wywołał boom na filmy kaijū.
W latach 50. Kenji Mizoguchi nakręcił swoje najwybitniejsze dzieła: Życie Oharu (1952), Opowieści księżycowe (1953) i Zarządca Sanshō (1954). Hiroshi Inagaki otrzymał Oscara za film nieanglojęzyczny za obraz Samuraj (1954) – pierwszy z jego samurajskiej trylogii. Powstały głośne filmy Mikio Naruse, m.in. Jadło (1950), Ostatnie chryzantemy (1954) i Płynące chmury (1955). W 1959 pojawił się film Dzień dobry Yasujirō Ozu.

### Lata 60. XX wieku
W 1961 powstała Straż przyboczna Kurosawy, mająca później duży wpływ na filmy zachodnie. Coraz częściej kręcone były filmy w kolorze.
Kon Ichikawa nakręcił trzygodzinny dokument Olimpiada w Tokio (1965). Po filmie Namaszczony do zabijania (1967), surrealistycznym obrazie o yakuzie, Nikkatsu Corporation zwolniło Seijuna Suzukiego za „kręcenie filmów bez sensu i nieprzynoszących żadnych zysków”. W 1963 powstało Tetsuwan Atomu Osamu Tezuki – jedno z pierwszych anime, które stało się niezwykle popularne także na Zachodzie.
W latach 60. powstały najważniejsze filmy Nagisy Ōshimy, Kaneto Shindō oraz Shōhei Imamury. Obraz Hiroshiego Teshigahary Kobieta z wydm (1964) zdobył Nagrodę Specjalną Jury na 17. MFF w Cannes, nominowany był także do Oscara za najlepszą reżyserię i film nieanglojęzyczny. Rok później Nagrodę Specjalną Jury na 18. MFF w Cannes zdobył również japoński film – Kwaidan, czyli opowieści niesamowite Masakiego Kobayashiego.

### Lata 70. XX wieku
Powstało Imperium zmysłów (1976) Nagisy Ōshimy, inspirowane historią Sady Abe, która udusiła swojego kochanka w trakcie stosunku. Ze względu na mocne sceny erotyczne, w Japonii nie zaprezentowano pełnej wersji filmu.

### Lata 80. XX wieku
W 1984 Hayao Miyazaki, na podstawie swojej mangi, stworzył pełnometrażowe anime Nausicaä z Doliny Wiatru, natomiast w 1988 powstała Akira Katsuhiro Ōtomo. W połowie lat 80. pojawiły się OAV – anime przeznaczone bezpośrednio do dystrybucji na kasetach VHS.
Shōhei Imamura zdobył Złotą Palmę na 36. MFF w Cannes za film Ballada o Narayamie (1983).

### Lata 90. XX wieku

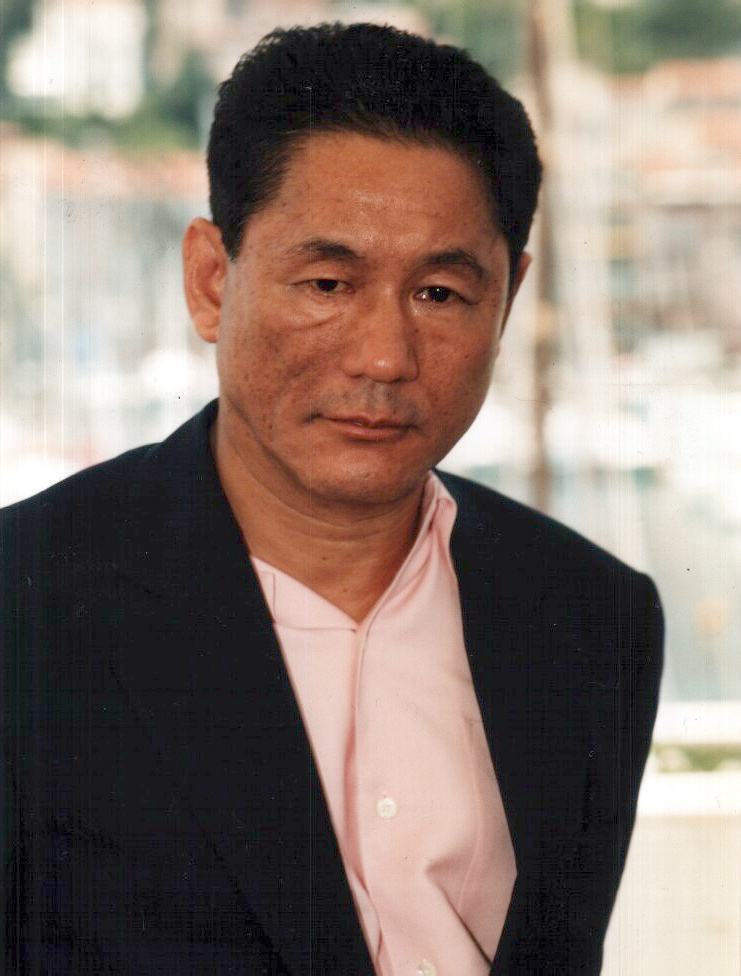
Takeshi Kitano

Shōhei Imamura zdobył na 50. MFF w Cannes swoją drugą Złotą Palmę, tym razem za film Węgorz (1997). Nagrodę współdzielił z irańskim reżyserem Abbasem Kiarostamim, ale mimo to został czwartym – po Alfie Sjöbergu, Francisie Fordzie Coppoli i Bille Auguście – twórcą, który nagrodę tę zdobył dwukrotnie.
Powstały filmy Takeshiego Kitano Sonatine (1993), Powrót przyjaciół (1996) czy Hana-bi (1997, Złoty Lew na 54. MFF w Wenecji).
Takashi Miike nakręcił około 50 filmów, zapewniając sobie imponującą filmografię z takimi tytułami jak m.in. Gra wstępna (1999) czy Żywi lub martwi (1999).
Hayao Miyazaki wyreżyserował dwa filmy, które przyniosły ogromne zyski i cieszyły się uznaniem krytyki. Szkarłatny pilot (1992) swoją popularnością pobił E.T. Stevena Spielberga, a Księżniczka Mononoke (1997) utrzymywała się na szczycie najchętniej oglądanych filmów, dopóki nie została zdeklasowana przez Titanica.

### XXI wiek
Powstał film Spirited Away: W krainie bogów (2001) Miyazakiego, który pobił w Japonii rekordy oglądalności. Jako pierwsze (i jak dotychczas jedyne) anime w historii zdobył Oscara za najlepszy film animowany. Film uhonorowano również Złotym Niedźwiedziem na 52. MFF w Berlinie.

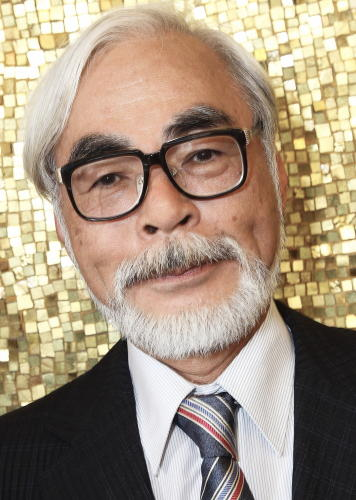
Hayao Miyazaki

Pojawiły się dwa nowa filmy Kitano: Lalki (2002) oraz wysokobudżetowy Zatōichi (2003). W kinie artystycznym triumfy święcili Hirokazu Koreeda, Naomi Kawase i Kiyoshi Kurosawa. Oscar dla najlepszego filmu nieanglojęzycznego przypadł filmowi Pożegnania (2008) Yōjirō Takity.
Powstały amerykańskie wersje horrorów, m.in. The Ring: Krąg i Klątwa ju-on. W 2004 swoją premierę miała superprodukcja Godzilla: Ostatnia wojna, zrealizowana dla uczczenia 50. „urodzin” potwora. Film sprzedał się jednak najgorzej z całej serii.

## Gatunki filmowe
Do najważniejszych tradycyjnych gatunków kina japońskiego należą przede wszystkim:
- anime – japońskie filmy animowane, niekoniecznie przeznaczone dla dzieci, np. Neon Genesis Evangelion, Ghost in the Shell, Księżniczka Mononoke, Czarodziejka z Księżyca;
- jidai-geki – japońskie filmy historyczne, część których stanowią filmy samurajskie, zwane także chanbara (onomatopeja szczęku miecza), np. seria o Zatōichim lub niektóre filmy Akiry Kurosawy (m.in. Siedmiu samurajów, Tron we krwi, Ran);
- gendai-geki – japońskie filmy o tematyce współczesnej;
- horrory, nazywane także j-horror, np. The Ring: Krąg, Dark Water, Klątwa Ju-on;
- kaijū – filmy o potworach, najbardziej znanym jest seria o Godzilli;
- pinku eiga – filmy pornograficzne, często zaangażowane społecznie i tworzone bardziej w stylu artystycznym, niż zwykłej pornografii;
- yakuza eiga – filmy mafijne, przedstawiające środowisko yakuzy, np. filmy Takeshiego Kitano.
- tokusatsu – filmy o superbohaterach, zawierające elementy kaijū oraz sporą liczbę efektów specjalnych (stąd nazwa tokusatsu), np. Super Sentai, Kamen Rider.